# برخورد تمدن‌ها

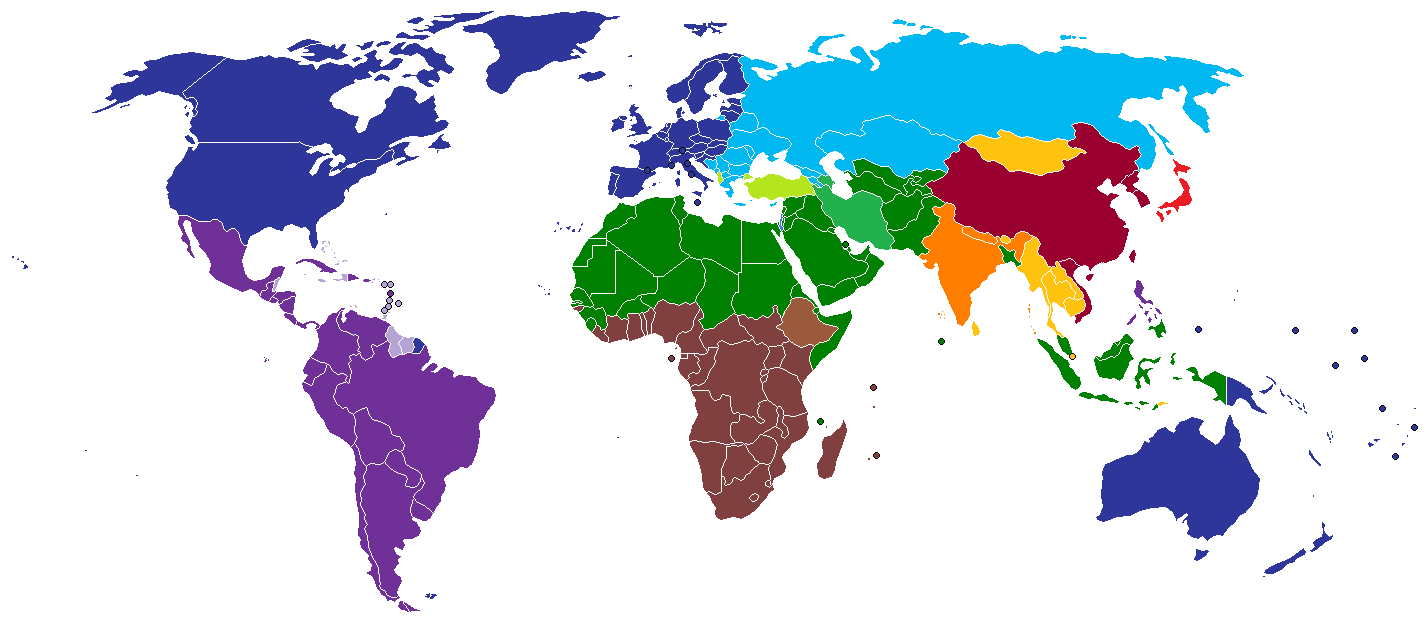
نقشه تمدن‌ها بر پایه نظریه برخورد تمدن‌های ساموئل هانتینگتون
غرب
لاتین
ژاپنی
چینی
هندی
اسلامی
ارتدوکس
آفریقایی
بودایی

برخورد تمدن‌ها یا جنگ تمدن‌ها تئوری مطرح شده توسط متخصص علوم سیاسی ساموئل هانتینگتون می‌باشد که مطابق این تئوری پس از پایان جنگ سرد فرهنگ و هویت مذهبی سرچشمه همه درگیری‌ها خواهد بود.

## تاریخچه
این تئوری در یک مقاله با نام «برخورد تمدن‌ها» در سال ۱۹۹۳ چاپ شد که واکنشی به کتاب «پایان تاریخ و آخرین انسان» فرانسیس فوکویاما منتشر شده در سال ۱۹۹۲ بود.
نظریهٔ برخورد تمدن‌ها از هانتینگتون در سال ۱۹۹۲ ابتدا در یک سخنران مطرح و بعد هم در مقاله‌ای در سال ۱۹۹۳ منتشر شد.
این مقاله بسیار مطرح شد و توسط مقاله‌های بعد از او، مورد استناد بسیار قرار گرفت.
هانتینگتون در سال ۱۹۹۶ تئوری خود را با انتشار کتابی به نام «برخورد تمدن‌ها و دوباره سازی نظم جهانی» بسط داد.
اصطلاح برخورد تمدن‌ها پیش از هانتینگتون نیز مطرح شده بود:
مثلاً در سال ۱۹۹۰ توسط برنارد لوئیس در مقاله با نام بنیان خشم مسلمانان مطرح شد.
همچنین در سال ۱۹۴۶ توسط آلبر کامو. همچنین در کتابی به سال ۱۹۲۶ در مورد خاور میانه با نام «اسلام جوان در حرکت»
از بازیل متیوز به کار رفته است.
هانتینگتون اندیشه‌های خود را با بررسی نظریه‌های گوناگون دربارهٔ ماهیت سیاست جهانی در دوران پس از جنگ سرد آغاز کرد. برخی نظریه‌پردازان و نویسندگان بر این باور بودند که حقوق بشر، دموکراسی لیبرال و اقتصاد بازار آزاد سرمایه‌داری به تنها گزینهٔ ایدئولوژیک باقی‌مانده برای کشورها در دنیای پس از جنگ سرد تبدیل شده‌اند. به‌طور خاص، فرانسیس فوکویاما استدلال کرد که جهان به «پایان تاریخ» به معنای هگلی آن رسیده است. هانتینگتون معتقد بود که اگرچه عصر ایدئولوژی‌ها به پایان رسیده، اما جهان تنها به وضعیت طبیعی خود بازگشته است که با تعارضات فرهنگی مشخص می‌شود. در نظریه‌اش، او استدلال می‌کند که محور اصلی درگیری‌های آینده در امتداد خطوط فرهنگی خواهد بود. او مطرح می‌کند که مفهوم تمدن‌های مختلف، به‌عنوان بالاترین سطح هویت فرهنگی، به‌طور فزاینده‌ای در تحلیل پتانسیل تعارض‌ها مفید خواهد بود. هانتینگتون در پایان مقالهٔ خود در سال ۱۹۹۳ در مجلهٔ Foreign Affairs با عنوان «برخورد تمدن‌ها؟» می‌نویسد: «هدف از این بحث، توصیه به وقوع درگیری بین تمدن‌ها نیست، بلکه ارائهٔ یک فرضیهٔ توصیفی دربارهٔ آن چیزی است که آینده ممکن است به آن شباهت داشته باشد.»
علاوه بر این، برخورد تمدن‌ها برای هانتینگتون نمودی از روند تاریخی است. در گذشته، تاریخ جهان عمدتاً حول محور کشمکش‌های بین پادشاهان، ملت‌ها و ایدئولوژی‌ها – همان‌گونه که در درون تمدن غرب دیده می‌شود – می‌چرخید. اما پس از پایان جنگ سرد، سیاست جهانی وارد مرحله‌ای تازه شد که در آن تمدن‌های غیرغربی دیگر صرفاً گیرندگان استثمارشدهٔ تمدن غرب نیستند، بلکه به بازیگرانی مهم و جدید تبدیل شده‌اند که همراه با غرب، در شکل‌دادن و حرکت‌دادن به تاریخ جهان نقش دارند.

## تمدن‌های بزرگ از نظر هانتینگتون
هانتینگتون در تئوری خود تمدن‌های جهان را به قسمت‌های مجزا تقسیم می‌کند که شامل ۹ حوزهٔ تمدن غرب، تمدن اسلامی، ارتدوکس‌ها، ژاپن، چین، آمریکای لاتین، آفریقا، تمدن بودایی و هندوئیسم می‌شود.

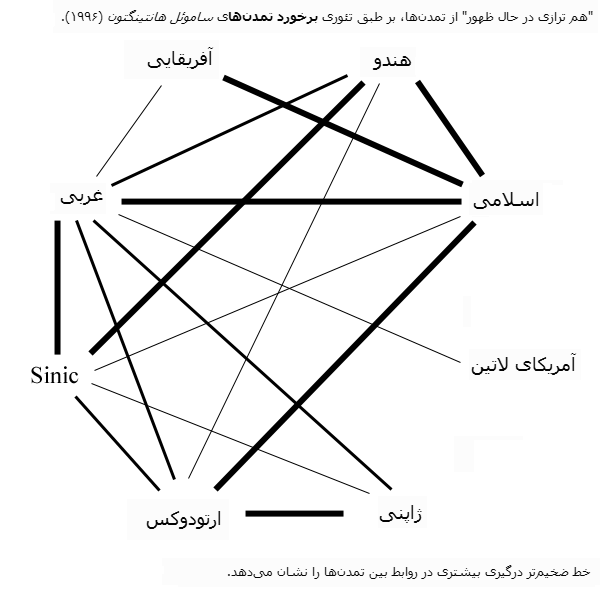
نمودار برخورد تمدنهای هانتینگتون

- تمدن غربی شامل ایالات متحده و کانادا، اروپای غربی و مرکزی، بیشتر مناطق فیلیپین، استرالیا و اقیانوسیه است. به‌گفتهٔ هانتینگتون، اینکه آمریکای لاتین و کشورهای سابق عضو اتحاد جماهیر شوروی به‌عنوان بخشی از تمدن غربی محسوب شوند یا تمدن‌های جداگانه‌ای باشند، در آینده برای این مناطق مسئله‌ای مهم خواهد بود. دیدگاه سنتی غرب، تمدن غربی را با کشورهای مسیحی غربی (کاتولیک – پروتستان) و فرهنگ مربوط به آن‌ها یکی می‌دانست.[۷]
- تمدن آمریکای لاتین، شامل آمریکای جنوبی (به‌جز گویان، سورینام و گویان فرانسه)، آمریکای مرکزی، مکزیک، کوبا و جمهوری دومینیکن، ممکن است بخشی از تمدن غربی تلقی شود. بسیاری از مردم آمریکای جنوبی، آمریکای مرکزی و مکزیک خود را اعضای کامل تمدن غربی می‌دانند.
- تمدن ارتدوکس، شامل بلغارستان، قبرس، گرجستان، یونان، رومانی و بخش‌های وسیعی از اتحاد جماهیر شوروی و یوگسلاوی سابق است. کشورهایی که اکثریت آن‌ها ارتدوکس نیستند، معمولاً مستثنا هستند؛ مانند جمهوری آذربایجان و آلبانی مسلمان و بیشتر کشورهای آسیای مرکزی، همچنین مناطق مسلمان‌نشین در بالکان، قفقاز و بخش‌هایی از روسیه مرکزی مانند تاتارستان و باشقیرستان، همچنین کشورهای کاتولیک رومی مانند اسلوونی و کرواسی و کشورهای بالتیک پروتستان و کاتولیک. با این حال، ارمنستان با وجود اینکه کلیسای اصلی آن (کلیسای حواری ارمنی) بخشی از ارتدوکسی شرقی نیست بلکه متعلق به ارتدوکسی مشرقی است، در این تمدن قرار می‌گیرد. قزاقستان نیز با وجود اینکه اکثریت آن پیرو اسلام سنی هستند، در این گروه گنجانده شده است.
- جهان شرقی ترکیبی از تمدن‌های بودایی، اسلامی، چینی، هندو و ژاپنی است. تمدن چینی (سینیک) شامل چین، کرهٔ شمالی و جنوبی، سنگاپور، تایوان و ویتنام است. این گروه همچنین شامل مهاجران چینی در سراسر جهان به‌ویژه در آسیای جنوب شرقی می‌شود. ژاپن به‌عنوان تمدنی ترکیبی از تمدن چینی و الگوهای آلتایی قدیمی در نظر گرفته می‌شود. فرهنگ‌های بودایی در سری‌لانکا، میانمار، تایلند، لائوس، کامبوج و همچنین تبت، مغولستان و بوتان از دیگر تمدن‌ها متمایز شناخته می‌شوند، اما هانتینگتون معتقد است که آن‌ها به‌معنای سیاسی و بین‌المللی، تمدنی عمده به‌حساب نمی‌آیند. تمدن هندو عمدتاً در هند و نپال قرار دارد و از سوی جوامع مهاجر هندی در سراسر جهان از نظر فرهنگی پیروی می‌شود. بخشی از تمدن اسلامی در کشورهای مسلمان‌نشین قرار دارد که شامل کشورهای جنوب آسیایی مانند پاکستان، افغانستان و بنگلادش، و کشورهای جنوب‌شرقی آسیایی مانند اندونزی و مالزی است.
- جهان اسلام شامل خاورمیانهٔ بزرگ (به‌جز ارمنستان، قبرس، اتیوپی، گرجستان، اسرائیل، مالت و سودان جنوبی)، شمال آفریقای غربی، آلبانی، پاکستان، بنگلادش، بخش‌هایی از بوسنی و هرزگوین، برونئی، کومور، اندونزی، مالدیو، مالزی و بخش‌هایی از جنوب‌غربی فیلیپین است.
- تمدن آفریقای جنوب صحرا در جنوب آفریقا، آفریقای مرکزی (به‌جز چاد)، شرق آفریقا (به‌جز اتیوپی، کومور، موریس و سواحل سواحیلی کنیا و تانزانیا)، کیپ ورد، غنا، ساحل عاج، لیبریا و سیرالئون قرار دارد. این تمدن به‌عنوان تمدن هشتم احتمالی توسط هانتینگتون مطرح شده است.
- به‌جای تعلق به یکی از تمدن‌های «عمده»، اتیوپی و هائیتی به‌عنوان کشورهای «منزوی» معرفی شده‌اند. اسرائیل، به‌گفتهٔ هانتینگتون، ممکن است به‌عنوان کشوری با تمدنی منحصر به‌فرد در نظر گرفته شود، اما تمدنی که بسیار شبیه به تمدن غربی است. هانتینگتون همچنین معتقد است که حوزهٔ انگلیسی‌زبان کارائیب – مستعمرات سابق بریتانیا در کارائیب – یک واحد متمایز را تشکیل می‌دهد.
- کشورهای دیگری نیز وجود دارند که «کشورهای شکاف‌دار» (cleft countries) نامیده می‌شوند، زیرا گروه‌های بزرگی از مردم در آن‌ها به تمدن‌های متفاوتی تعلق خاطر دارند. نمونه‌هایی از این کشورها عبارتند از:
  - اوکراین، که بین بخش غربی آن با اکثریت کاتولیک شرقی و بخش شرقی با اکثریت ارتدوکس دچار شکاف است؛
  - گویان فرانسه، که بین تمدن آمریکای لاتین و تمدن غربی شکاف دارد؛
  - بنین، چاد، کنیا، نیجریه، تانزانیا و توگو، که همگی بین تمدن اسلامی و تمدن آفریقای سیاه شکاف دارند؛
  - گویان و سورینام، که بین تمدن هندو و تمدن آفریقایی شکاف دارند؛
  - سری‌لانکا، که بین تمدن هندو و بودایی دچار شکاف است؛
  - فیلیپین، که در جنوب‌غربی میندانائو دارای جمعیت مسلمان، در منطقهٔ کوردیلرا دارای پیوندهایی با تمدن چینی (سینیک)، و در اکثریت کشور دارای جمعیتی مسیحی غرب‌گرایانه است.
  - سودان نیز به‌عنوان کشوری شکاف‌دار بین تمدن اسلامی و آفریقایی شناخته شده بود؛ این شکاف با رأی‌گیری گسترده در ژانویه ۲۰۱۱ برای استقلال، به جدایی رسمی سودان جنوبی در ژوئیه ۲۰۱۱ انجامید.

## ماهیت نظریهٔ برخورد تمدن‌ها

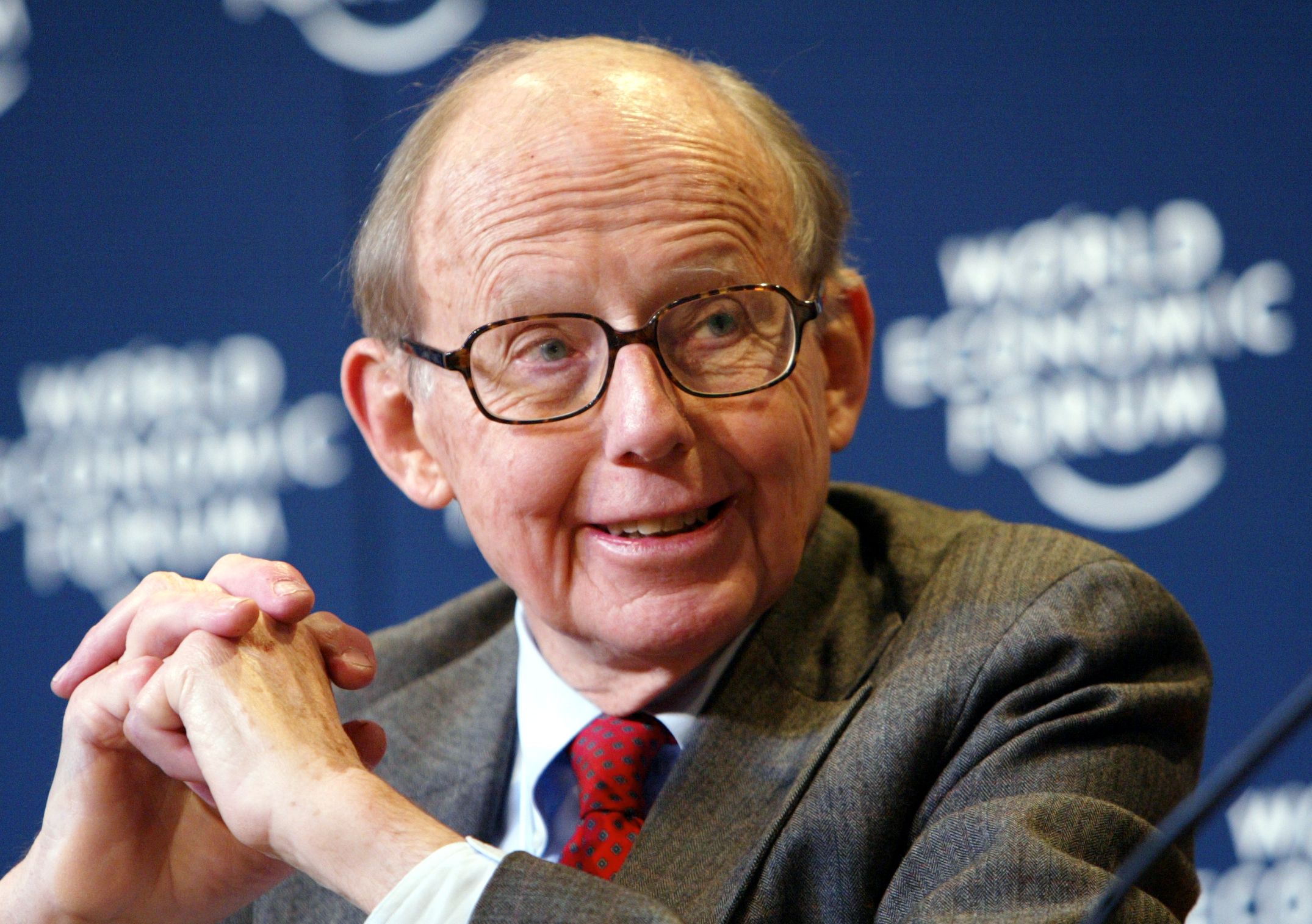
هانتینگتون در مجمع جهانی اقتصاد در سال ۲۰۰۴

هانتینگتون استدلال می‌کند که روندهای درگیری جهانی پس از پایان جنگ سرد، به‌طور فزاینده‌ای در خطوط گسست تمدنی نمایان می‌شوند. جنگ‌هایی مانند آنچه پس از فروپاشی یوگسلاوی رخ داد، در چچن، و نیز میان هند و پاکستان، به‌عنوان شواهدی از درگیری‌های بین‌تمدنی ذکر می‌شوند. او همچنین معتقد است که باور گستردهٔ غرب به جهان‌شمول بودن ارزش‌ها و نظام‌های سیاسی‌اش ساده‌انگارانه است و اصرار مداوم بر دموکراتیزه‌سازی و اینگونه «هنجارهای جهان‌شمول» تنها به تشدید خصومت تمدن‌های دیگر منجر خواهد شد. هانتینگتون می‌گوید غرب به‌سختی این واقعیت را می‌پذیرد، زیرا خود بانی نظام بین‌الملل بوده، قوانین آن را نوشته و با نهادهایی چون سازمان ملل متحد به آن شکل داده است.
هانتینگتون همچنین از یک جابه‌جایی بزرگ در قدرت اقتصادی، نظامی و سیاسی از غرب به سوی تمدن‌های دیگر جهان سخن می‌گوید، و در این میان، تمدن‌های «چالشگر» چینی (سینیک) و اسلامی را مهم‌ترین آن‌ها می‌داند.
هانتینگتون استدلال می‌کند که تمدن اسلامی با یک انفجار جمعیتی گسترده مواجه شده که باعث ناپایداری در هم مرزهای اسلام و همچنین درون قلمروهای آن شده است؛ جایی که جنبش‌های بنیادگرا روز به روز محبوب‌تر می‌شوند. نمودهایی از آنچه او «بازخیزش اسلامی» می‌نامد، شامل انقلاب ایران در سال ۱۹۷۹ و جنگ اول خلیج فارس هستند. شاید جنجالی‌ترین جمله‌ای که هانتینگتون در مقاله‌اش در Foreign Affairs بیان کرده، این باشد: «اسلام مرزهای خونین دارد» (Islam has bloody borders). به باور هانتینگتون، این جمله بازتاب واقعی چندین عامل است، از جمله انفجار جمعیتی مسلمانان (به‌ویژه جمعیت جوان)، و نزدیکی جغرافیایی تمدن اسلامی به تمدن‌های گوناگون مانند چینی (سینیک)، ارتدوکس، غربی و آفریقایی.
هانتینگتون تمدن اسلامی را به‌عنوان متحدی بالقوه برای چین می‌بیند، چراکه هر دو تمدن اهدافی تجدیدنظرطلبانه دارند و در بسیاری از مناقشات، به‌ویژه با تمدن غرب، اشتراک دارند. او به‌طور خاص منافع مشترک چین و اسلام در زمینه‌های اشاعه تسلیحات، حقوق بشر و دموکراسی را مطرح می‌کند؛ حوزه‌هایی که در تضاد با منافع غرب هستند و می‌توانند بستر همکاری میان این دو تمدن باشند.
روسیه، ژاپن و هند از نظر هانتینگتون «تمدن‌های نوسانی» (swing civilizations) هستند که ممکن است به‌سوی هر یک از جبهه‌ها گرایش پیدا کنند. برای نمونه، روسیه با گروه‌های قومی مسلمان در مرزهای جنوبی خود (مانند چچن) درگیر است، اما به گفتهٔ هانتینگتون با ایران همکاری می‌کند تا از بروز خشونت بیشتر بین مسلمانان و ارتدوکس‌ها در جنوب روسیه جلوگیری کرده و جریان نفت را حفظ کند. هانتینگتون معتقد است که نوعی «پیوند چین–اسلام» در حال شکل‌گیری است که در آن چین برای تقویت جایگاه جهانی خود، همکاری نزدیکی با ایران، پاکستان و دیگر کشورها خواهد داشت.
هانتینگتون همچنین استدلال می‌کند که درگیری‌های تمدنی «به‌ویژه میان مسلمانان و غیرمسلمانان» بسیار شایع هستند و به «مرزهای خونین» میان تمدن اسلامی و تمدن‌های غیر اسلامی اشاره می‌کند. به گفتهٔ او، این درگیری‌ها سابقه‌ای تاریخی دارند که به نخستین گسترش اسلام به اروپا بازمی‌گردد، سپس به اخراج مسلمانان از شبه‌جزیره ایبری در جریان بازپس‌گیری اسپانیا، حملات ترکان عثمانی به اروپای شرقی و وین، و همچنین تقسیم استعماری سرزمین‌های اسلامی توسط قدرت‌های اروپایی در قرون نوزدهم و بیستم می‌رسد.
هانتینگتون همچنین معتقد است که برخی عوامل اساسی در ایجاد این درگیری‌ها، ویژگی‌های مشترک دین مسیحیت (که تمدن غربی بر آن بنا شده) و دین اسلام هستند:
- هر دو دین، تبشیری هستند؛ یعنی در پی جذب و تبدیل دیگران به دین خود می‌باشند.
- هر دو، ادیان جهانی و «همه یا هیچ» هستند؛ به این معنا که هر دو طرف بر این باورند که تنها ایمان خودشان حقیقت دارد.
- هر دو، ادیان غایت شناسانه هستند؛ یعنی ارزش‌ها و باورهای آن‌ها به‌عنوان هدف نهایی هستی و معنای زندگی انسان تلقی می‌شوند.

هانتینگتون می‌نویسد که عوامل نوین‌تری که به برخورد میان اسلام و غرب دامن زده‌اند، شامل «بازخیزش اسلامی» و انفجار جمعیتی در جهان اسلام هستند؛ در حالی که از سوی دیگر، ارزش‌های جهان‌شمول غرب – یعنی این دیدگاه که همهٔ تمدن‌ها باید ارزش‌های غربی را بپذیرند – موجب خشم بنیادگرایان اسلامی می‌شود.
هانتینگتون در مقاله‌اش در Foreign Affairs و با جزئیات بیشتر در کتاب خود در سال ۱۹۹۶، استدلال می‌کند که مجموعهٔ این عوامل تاریخی و مدرن در نهایت به برخوردی خونین میان تمدن اسلامی و تمدن غربی خواهد انجامید.

### چرا تمدن‌ها با یکدیگر برخورد خواهند کرد؟
هانتینگتون شش دلیل برای وقوع برخورد میان تمدن‌ها ارائه می‌دهد:
1. تفاوت‌های میان تمدن‌ها بسیار بنیادین هستند. تمدن‌ها بر پایهٔ تاریخ، زبان، فرهنگ، سنت و از همه مهم‌تر، دین از یکدیگر متمایز می‌شوند. این تفاوت‌های اساسی، حاصل قرن‌ها تحول‌اند و پایه‌های تمدن‌های گوناگون را شکل داده‌اند؛ بنابراین به‌راحتی از بین نخواهند رفت.
2. دنیا به مکان کوچک‌تری تبدیل شده است. در نتیجه، تعاملات جهانی رو به افزایش است و این موضوع باعث تشدید «آگاهی تمدنی» و درک تفاوت‌ها میان تمدن‌ها و اشتراکات درون تمدن‌ها می‌شود.
3. به‌دلیل مدرن‌سازی اقتصادی و تغییرات اجتماعی، افراد از هویت‌های محلی دیرینه جدا شده‌اند. در این خلأ، دین جایگزین شده و تبدیل به پایه‌ای برای هویت و تعهد شده که از مرزهای ملی فراتر می‌رود و تمدن‌ها را به‌هم پیوند می‌دهد.
4. رشد آگاهی تمدنی با نقش دوگانهٔ غرب تقویت شده است. از یک‌سو، غرب در اوج قدرت خود قرار دارد، و از سوی دیگر، در میان تمدن‌های غیرغربی نوعی «بازگشت به ریشه‌ها» در حال شکل‌گیری است. غربِ قدرتمند با کشورهایی روبه‌روست که هرچه بیشتر میل، اراده و منابع لازم برای شکل‌دادن به جهان بر اساس الگوهای غیرغربی را در خود می‌بینند.
5. ویژگی‌ها و تفاوت‌های فرهنگی کمتر قابل تغییرند، و بنابراین کمتر قابل مصالحه و حل‌وفصل نسبت به مسائل سیاسی و اقتصادی هستند.
6. منطقه‌گرایی اقتصادی در حال افزایش است. منطقه‌گرایی اقتصادی موفق، آگاهی تمدنی را تقویت خواهد کرد. چنین منطقه‌گرایی‌ای تنها زمانی موفق خواهد بود که بر پایهٔ یک تمدن مشترک شکل گیرد.

### غرب در برابر بقیه
هانتینگتون پیشنهاد می‌کند که در آینده، محور اصلی سیاست جهانی تمایل خواهد داشت به سوی درگیری میان تمدن‌های غربی و غیرغربی، آنچه استوارت هال از آن با عنوان «غرب و بقیه» یاد می‌کند. او سه نوع واکنش کلی و بنیادی را که تمدن‌های غیرغربی می‌توانند در برابر کشورهای غربی اتخاذ کنند، بیان می‌کند:
۱. تلاش برای انزوا:
کشورهای غیرغربی می‌توانند بکوشند خود را منزوی کنند تا ارزش‌های خود را حفظ کرده و از نفوذ غربی مصون بمانند. با این حال، هانتینگتون استدلال می‌کند که هزینهٔ این رویکرد بسیار بالاست و تنها تعداد اندکی از کشورها قادر به پیگیری آن خواهند بود.
۲. پیوستن به غرب:
بر اساس نظریهٔ «هم‌جهت شدن» (band-wagoning)، کشورهای غیرغربی می‌توانند به غرب بپیوندند و ارزش‌های آن را بپذیرند.
۳. ایجاد توازن با قدرت غرب از طریق مدرن‌سازی:
کشورهای غیرغربی می‌توانند با حفظ ارزش‌ها و نهادهای بومی خود، به توسعهٔ قدرت اقتصادی و نظامی بپردازند و با سایر کشورهای غیرغربی برای مقابله با غرب همکاری کنند. هانتینگتون معتقد است که افزایش قدرت تمدن‌های غیرغربی در جامعهٔ بین‌الملل موجب خواهد شد که غرب درک بهتری از بنیان‌های فرهنگی تمدن‌های دیگر پیدا کند؛ بنابراین، تمدن غربی دیگر به‌عنوان «جهان‌شمول» تلقی نخواهد شد و تمدن‌های مختلف خواهند آموخت که در کنار یکدیگر زیست کنند و در شکل‌دهی به آیندهٔ جهان سهیم باشند.

### تضادهای دولت‌های اصلی و خطوط گسل تمدنی
از نگاه هانتینگتون، تضادهای میان‌تمدنی به دو شکل اصلی بروز می‌کنند: تضادهای خطوط گسل و تضادهای دولت‌های اصلی.
تضادهای خطوط گسل (Fault line conflicts): این تضادها در سطح محلی رخ می‌دهند و میان کشورهایی که به تمدن‌های متفاوت تعلق دارند اما هم‌مرز هستند، یا در درون کشورهایی که جمعیتی از تمدن‌های مختلف در آن‌ها زندگی می‌کنند، شکل می‌گیرند.
تضادهای دولت‌های اصلی (Core state conflicts): این نوع تضادها در سطح جهانی میان دولت‌های اصلی تمدن‌های مختلف اتفاق می‌افتند. گاهی تضادهای خطوط گسل زمانی به تضادهای دولت‌های اصلی تبدیل می‌شوند که دولت‌های اصلی وارد ماجرا شوند.
این تضادها ممکن است به دلایل گوناگونی به‌وجود آیند، از جمله:
- رقابت بر سر قدرت یا نفوذ نسبی (نظامی یا اقتصادی)،
- تبعیض علیه مردمی از تمدنی دیگر،
- مداخله برای حمایت از خویشاوندان قومی یا فرهنگی در تمدنی متفاوت،
- یا تفاوت‌های ارزشی و فرهنگی، به‌ویژه زمانی که یک تمدن تلاش کند ارزش‌های خود را بر تمدن دیگری تحمیل کند.

## مدرن‌سازی، غربی‌سازی، و «کشورهای دوپاره»
ژاپن، چین و چهار ببر آسیایی در بسیاری از جنبه‌ها مدرن شده‌اند، در حالی که جوامع سنتی یا اقتدارگرا را حفظ کرده‌اند که آن‌ها را از غرب متمایز می‌سازد. برخی از این کشورها با غرب وارد تضاد شده‌اند و برخی دیگر نه.
شاید نمونهٔ نهایی مدرن‌سازی غیرغربی، روسیه باشد که دولت اصلی تمدن ارتدوکس به‌شمار می‌رود. هانتینگتون استدلال می‌کند که روسیه اساساً کشوری غیرغربی است، اگرچه به نظر می‌رسد او می‌پذیرد که روسیه با غرب مدرن، اشتراکات فرهنگی قابل‌توجهی دارد. به گفتهٔ هانتینگتون، غرب با کشورهای مسیحی ارتدوکس تفاوت دارد؛ از جمله در تجربهٔ رنسانس، اصلاح دینی و عصر روشنگری؛ در استعمارگری فرامرزی به‌جای گسترش سرزمینی پیوسته؛ و در جذب فرهنگ کلاسیک از طریق یونان باستان، نه از مسیر امپراتوری بیزانس.
هانتینگتون کشورهایی را که در تلاش برای پیوستن به تمدنی دیگر هستند، کشورهای دوپاره یا "torn countries" می‌نامد. ترکیه، که از دههٔ ۱۹۲۰ به‌طور سیستماتیک تلاش کرده غربی شود، مهم‌ترین نمونهٔ اوست. تاریخ، فرهنگ و سنت‌های ترکیه از تمدن اسلامی سرچشمه گرفته‌اند، اما نخبگان این کشور – از جمله مصطفی کمال آتاتورک، که از سال ۱۹۲۳ به‌عنوان نخستین رئیس‌جمهور قدرت را در دست گرفت – نهادها و پوشش‌های غربی را تحمیل کردند، الفبای لاتین را پذیرفتند، به ناتو پیوستند و در پی عضویت در اتحادیهٔ اروپا بوده‌اند.
هانتینگتون مکزیک و روسیه را نیز به‌عنوان کشورهای دوپاره در نظر می‌گیرد. او همچنین از استرالیا نام می‌برد که میان میراث تمدنی غربی خود و تعامل اقتصادی فزاینده‌اش با آسیا دچار دوگانگی است.
از نظر هانتینگتون، یک کشور دوپاره برای بازتعریف هویت تمدنی خود باید سه شرط را برآورده کند:
1. نخبگان سیاسی و اقتصادی کشور باید از این تغییر حمایت کنند،
2. مردم باید مایل به پذیرش این بازتعریف باشند،
3. نخبگان تمدنی که کشور دوپاره می‌خواهد به آن بپیوندد، باید آن کشور را بپذیرند.

کتاب بیان می‌کند که تاکنون هیچ کشور دوپاره‌ای موفق به بازتعریف هویت تمدنی خود نشده است، عمدتاً به این دلیل که نخبگان تمدن «میزبان» از پذیرش کشور دوپاره خودداری کرده‌اند. با این حال، اگر ترکیه عضویت در اتحادیهٔ اروپا را به‌دست‌آورد، گفته شده که بخش زیادی از مردم ترکیه از غربی شدن حمایت خواهند کرد. برای نمونه، اگمن باغیش، وزیر وقت امور اتحادیهٔ اروپا گفته بود:
«این کاری است که اروپا باید انجام دهد: آن‌ها باید بگویند زمانی که ترکیه همهٔ شرایط را برآورده کرد، در تاریخ X به عضویت اتحادیهٔ اروپا درخواهد آمد. آنگاه، در عرض یک روز حمایت افکار عمومی ترکیه را بازخواهیم یافت.»
اگر چنین اتفاقی بیفتد، به گفتهٔ هانتینگتون، ترکیه نخستین کشور دوپاره‌ای خواهد بود که هویت تمدنی خود را به‌طور موفقیت‌آمیز بازتعریف کرده است.

## نقدها
کتاب برخورد تمدن‌ها از سوی شماری از نویسندگان دانشگاهی مورد انتقاد قرار گرفته است؛ آن‌ها از منظرهای تجربی، تاریخی، منطقی یا ایدئولوژیک با ادعاهای هانتینگتون مخالفت کرده‌اند.
دانشمند علوم سیاسی پل ماسگریو می‌نویسد که برخورد تمدن‌ها «در میان آن دسته از سیاست‌گذاران که از ذکر نام سون تزو لذت می‌برند، محبوبیت زیادی دارد، اما تعداد کمی از متخصصان روابط بین‌الملل به آن استناد می‌کنند یا آن را تأیید می‌نمایند. صریح بگوییم، این نظریه در فهم واقعی دنیای امروز نه مفید بوده و نه دقیق.»
در مقاله‌ای که به‌طور مستقیم به هانتینگتون اشاره دارد، آمارتیا سن (۱۹۹۹) استدلال می‌کند که «تنوع، ویژگیِ بیشتر فرهنگ‌های جهان است؛ تمدن غرب نیز از این قاعده مستثنا نیست. آنچه امروزه به‌عنوان دموکراسی در غرب شناخته می‌شود، عمدتاً نتیجهٔ اجماعی است که پس از عصر روشنگری و انقلاب صنعتی – به‌ویژه در یک قرن اخیر – به‌وجود آمده است. تعبیر این روند به‌عنوان نوعی تعهد تاریخی غرب به دموکراسی در طول هزاره‌ها، و سپس مقایسهٔ آن با سنت‌های غیرغربی (به‌گونه‌ای که گویی هر تمدن یکپارچه و یک‌دست است) اشتباهی بزرگ خواهد بود.»: 16 
پل برمن در کتاب خود ترور و لیبرالیسم (۲۰۰۳)، استدلال می‌کند که در دنیای امروز مرزهای فرهنگی مشخصی وجود ندارند. او می‌گوید که چیزی به‌نام «تمدن اسلامی» یا «تمدن غربی» به آن صورت وجود ندارد، و شواهدی برای تأیید نظریهٔ برخورد تمدن‌ها قانع‌کننده نیستند، به‌ویژه اگر روابطی مانند رابطهٔ ایالات متحده با عربستان سعودی را در نظر بگیریم. افزون بر این، او به این نکته اشاره می‌کند که بسیاری از افراط‌گرایان اسلامی، مدتی در دنیای غرب زندگی یا تحصیل کرده‌اند. از نظر برمن، تضادها ناشی از باورهای فلسفی مشترک (یا متضاد) گروه‌ها هستند، نه صرفاً هویت‌های فرهنگی یا دینی.
تیموتی گارتون اش نیز با آنچه «تعیین‌گرایی فرهنگی افراطی… که تا حدی ساده‌انگارانه و حتی شبیه به طنز است» در نظریهٔ هانتینگتون می‌خواند، مخالفت می‌کند؛ به‌ویژه با ایده‌ای که می‌گوید اروپای کاتولیک و پروتستان به سوی دموکراسی می‌رود، اما اروپای ارتدوکس و اسلامی باید دیکتاتوری را بپذیرد.
ادوارد سعید در سال ۲۰۰۱ در مقاله‌ای با عنوان «برخورد ناآگاهی‌ها» (The Clash of Ignorance) به نظریهٔ هانتینگتون پاسخ داد. سعید استدلال می‌کند که تقسیم‌بندی هانتینگتون از تمدن‌های ثابت و جداگانه، پویایی و تعامل بین فرهنگی را نادیده می‌گیرد. او که از منتقدان سرسخت پارادایم هانتینگتونی و از حامیان صریح مسائل عربی بود، در نوشته‌ای در سال ۲۰۰۴ بیان می‌کند که نظریهٔ برخورد تمدن‌ها نمونه‌ای از «خالص‌ترین شکل نژادپرستی موذیانه، نوعی تقلید علمی از نازیسم هیتلری است که امروز علیه عرب‌ها و مسلمانان به کار می‌رود.»
نوآم چامسکی نیز از مفهوم «برخورد تمدن‌ها» انتقاد کرده و آن را صرفاً به‌عنوان توجیهی جدید برای ایالات متحده دانسته است، «برای هر جنایتی که بخواهد مرتکب شود». به گفتهٔ او، پس از پایان جنگ سرد و از میان رفتن تهدید اتحاد جماهیر شوروی، آمریکا نیازمند یک دشمن جدید و یک چارچوب فکری تازه بود تا سیاست‌های مداخله‌جویانه‌اش را مشروع جلوه دهد، و نظریهٔ برخورد تمدن‌ها در همین راستا به‌کار گرفته شد.

### منطقهٔ میانی
مدل ژئوپلیتیکی هانتینگتون – به‌ویژه در مورد ساختارهای مربوط به شمال آفریقا و اوراسیا – تا حد زیادی برگرفته از مدل ژئوپلیتیکی «منطقهٔ میانی» (Intermediate Region) است که نخستین‌بار توسط دیمیتری کیتسیکیس در سال ۱۹۷۸ ارائه شد. منطقهٔ میانی، که از دریای آدریاتیک تا رود سند امتداد دارد، نه غربی است و نه شرقی (دست‌کم نسبت به خاور دور)، بلکه منطقه‌ای متمایز در نظر گرفته می‌شود.
در مورد این منطقه، هانتینگتون با کیتسیکیس اختلاف نظر دارد. او معتقد است که یک خط گسل تمدنی میان دو دین غالب اما متفاوت – یعنی ارتدوکسی شرقی و اسلام سنی – وجود دارد که موجب دینامیک تضاد خارجی می‌شود. اما کیتسیکیس بر خلاف او، وجود یک تمدن یکپارچه را مطرح می‌کند که نه‌تنها ارتدوکس‌ها و مسلمانان سنی را شامل می‌شود، بلکه پیروان ادیان کم‌نفوذتر مانند شیعه، علوی‌گری و یهودیت را نیز در بر می‌گیرد. این اقوام و مذاهب، مجموعه‌ای از دیدگاه‌ها و هنجارهای فرهنگی، اجتماعی، اقتصادی و سیاسی مشترک دارند که به‌طور بنیادین با آنچه در غرب و خاور دور وجود دارد، متفاوت است.
بر این اساس، در منطقهٔ میانی نمی‌توان از «برخورد تمدن‌ها» یا تضاد خارجی سخن گفت، بلکه آنچه وجود دارد، تضاد داخلی است – نه برای سلطهٔ فرهنگی، بلکه برای جانشینی سیاسی. این الگو از طریق روندهای تاریخی نیز اثبات شده است: ظهور مسیحیت از امپراتوری روم هلنیزه‌شده، ظهور خلافت‌های اسلامی از دل امپراتوری مسیحی‌شدهٔ روم، و در نهایت، ظهور حکومت عثمانی از دل همان خلافت‌های اسلامی و امپراتوری مسیحی‌شدهٔ روم.

### نظریات مقابل

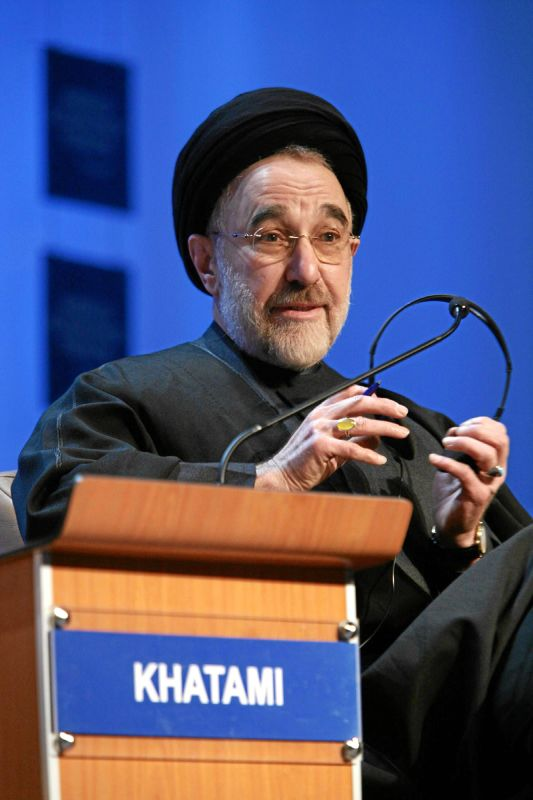
محمد خاتمی، رئیس‌جمهور اصلاح‌طلب ایران (در مقام ریاست جمهوری ۱۹۹۷–۲۰۰۵)، نظریه گفتگوی تمدن‌ها را پاسخی به نظریه هانتینگتون معرفی کرد.

در سال‌های اخیر، نظریهٔ گفتگوی تمدن‌ها به‌عنوان پاسخی به نظریهٔ برخورد تمدن‌های هانتینگتون، توجه بین‌المللی قابل‌توجهی به خود جلب کرده است. این مفهوم نخستین‌بار توسط فیلسوف اتریشی هانس کوچلر در مقاله‌ای دربارهٔ هویت فرهنگی در سال ۱۹۷۲ مطرح شد. کوچلر در نامه‌ای به یونسکو، پیش‌تر پیشنهاد داده بود که این سازمان فرهنگی وابسته به سازمان ملل متحد، موضوع «گفت‌وگو میان تمدن‌های مختلف» (dialogue entre les différentes civilisations) را در دستور کار خود قرار دهد.
در سال ۲۰۰۱، محمد خاتمی، رئیس‌جمهور وقت ایران، این مفهوم را در سطح جهانی مطرح کرد. به ابتکار او، سازمان ملل متحد سال ۲۰۰۱ را به‌عنوان سال گفت‌وگوی تمدن‌ها نام‌گذاری کرد.
ابتکار اتحاد تمدن‌ها (Alliance of Civilizations) در سال ۲۰۰۵ در پنجاه‌ونهمین مجمع عمومی سازمان ملل متحد توسط نخست‌وزیر وقت اسپانیا، خوزه لوئیز رودریگز ساپاترو پیشنهاد شد و نخست‌وزیر وقت ترکیه، رجب طیب اردوغان نیز از آن حمایت کرد. هدف این ابتکار، تشویق به اقدام جمعی در جوامع گوناگون برای مقابله با افراط‌گرایی، غلبه بر موانع فرهنگی و اجتماعی – به‌ویژه میان جهان غرب و جهان عمدتاً مسلمان – و کاهش تنش‌ها و قطبی‌شدگی میان جوامعی است که در ارزش‌های دینی و فرهنگی با یکدیگر تفاوت دارند.